# سجين القوقاز (فلم)
سجين القوقاز (الروسية: Кавказский пленник) هو فيلم كازاخي روسي من إخراج سيرجي بودروف، وصدر في عام 1996.

## ملخص القصة
يروي الفيلم قصة اثنين من الجنود الروس اختطفا من قبل الشيشانيين خلال دورية كرهينة لاستبدالهما بابن رئيس القرية، والذي اعتقل من قبل الروس.

## الممثلون
- أولج مينشكوف بدور شاسا
- سيرجي بودروف جونيور بدور إيفان (فانيا) تشيلين
- سوزانا ميهرالييفا بدور دينا
- أليكسي زاركوف بدور ماسلوف

## روابط خارجية
- سجين القوقاز على موقع IMDb (الإنجليزية)
- سجين القوقاز على موقع روتن توميتوز (الإنجليزية)
- سجين القوقاز على موقع نتفليكس (الإنجليزية)
- سجين القوقاز على موقع ألو سيني (الفرنسية)
- سجين القوقاز على موقع Turner Classic Movies (الإنجليزية)
- سجين القوقاز على موقع أول موفي (الإنجليزية)
- سجين القوقاز على موقع بوكس أوفيس موجو (الإنجليزية)
- سجين القوقاز على موقع فيلمافينيتي (الإسبانية)
- سجين القوقاز على موقع قاعدة بيانات الأفلام السويدية (السويدية)
- سجين القوقاز على موقع قاعدة بيانات الفيلم (الإنجليزية)